# 14395 Tommorgan
14395 Tommorgan este o planetă minoră (asteroid) din centura de asteroizi. A fost descoperită pe 15 octombrie 1990 la Observatorul Palomar de Eleanor F. Helin. 
Obiectul prezintă o orbită caracterizată de o semiaxă mare de 1,9624721 UAi, o excentricitate de 0,09, o înclinație de 20,8924 ° în raport cu ecliptica.